# Fire Punch
Fire Punch (ファイアパンチ Faiapanchi?) es un manga escrito e ilustrado por Tatsuki Fujimoto. Fue publicado por Shueisha en el sitio web Shōnen Jump+ desde abril de 2016 a enero de 2018.
El manga fue licenciado al inglés por Viz Media y en español por panini (para México) y por Norma Editorial en España.

## Argumento
Agni y Luna son dos huérfanos que viven en un mundo helado a causa de una maldición de la "Bruja de Hielo". La gente muere de hambre y frío, pero hay seres bendecidos con "poderes para obrar milagros". Al buscar a los bendecidos de la aldea donde viven Agni y Luna, los soldados se percatan del consumo de carne humana, por lo que uno de ellos, con el poder de crear flamas que no se apagan hasta consumir en su totalidad lo que queman, incendia la aldea entera, Agni, al tener un poder de regeneración, no puede ser aniquilado por las llamas, por lo que queda maldecido a estar prendido en fuego y en constante agonía eternamente, siendo consumido no solo por el fuego sino por la sed de venganza.

## Manga
Fire Punch está escrito e ilustrado por Tatsuki Fujimoto. La serie empezó a ser publicada por Shueisha  en el sitio web Shōnen Jump+ el 18 de abril de 2016. El manga acabó el 1 de enero de 2018. Shueisha ha compilado sus capítulos individuales en ocho volúmenes formato tankōbon (tomo recopilatorio) en febrero del 2018.
Fire punch es licenciado al español por Panini y Norma Editorial. En Argentina es distribuido por Ivrea.

### Lista de volúmenes
| N.º | Título | Fecha de lanzamiento   | ISBN original     |
| --- | ------ | ---------------------- | ----------------- |
| 1   |        | 4 de julio de 2016     | 978-4-08-880731-7 |
| 2   |        | 4 de octubre de 2016   | 978-4-08-880797-3 |
| 3   |        | 2 de diciembre de 2016 | 978-4-08-880873-4 |
| 4   |        | 3 de marzo de 2017     | 978-4-08-881014-0 |
| 5   |        | 2 de junio de 2017     | 978-4-08-881061-4 |
| 6   |        | 4 de agosto de 2017    | 978-4-08-881147-5 |
| 7   |        | 2 de noviembre de 2017 | 978-4-08-881170-3 |
| 8   |        | 2 de febrero de 2018   | 978-4-08-881327-1 |

## Recepción
En 2017, Fire Punch estuvo nominada para el 10.º Premio Manga Taishō . La edición del 2017 del  Kono Manga ga Sugoi! posicionó la serie en #3 en su lista de manga para lectores masculinos.